# The Best of the Scorpions
The Best of Scorpions és un àlbum d'estudi recopilatòri del grup de Heavy Metal alemany Scorpions. Conté cançons dels seus anteriors àlbums entre Fly to the Rainbow i Taken by Force. Però no conté cap cançó del seu primer disc, Lonesome Crow.
La coberta original alemanya surt un escorpí sobre la cuixa d'una noia. La versió japonesa de la coberta surt un "cul". El 1984, en el rellançament del disc, la coberta hi surt un home amb una jaqueta de cuir amb un penjoll de metall en forma d'escorpí.

## Llista de cançons
1. "Steamrock Fever" (de l'àlbum Taken by Force) (3:35)
2. "Pictured Life" (de l'àlbum Virgin Killer) (3:23)
3. "Robot Man" (de l'àlbum In Trance) (2:42)
4. "Backstage Queen" (de l'àlbum Virgin Killer) (3:12)
5. "Speedy's Coming" (de l'àlbum Fly to the Rainbow) (3:35)
6. "Hell Cat" (de l'àlbum Virgin Killer) (2:54)
7. "He's a Woman, She's a Man" (de l'àlbum Taken by Force) (3:14)
8. "In Trance" (de l'àlbum In Trance) (4:43)
9. "Dark Lady" (de l'àlbum In Trance) (3:25)
10. "The Sails of Charon" (de l'àlbum Taken by Force) (4:24)
11. "Virgin Killer" (de l'àlbum Virgin Killer) (3:41)

La versió japonesa d'aquest disc surt la cançó original de The Sails of Charon amb una duració de 5:16.
A les altres versions incloent-hi l'alemanya i l'americana, hi ha la mateixa cançó però amb una durada de 4:24